# Harry Morton
Harry Morton, all'anagrafe Harold Morton (Chadderton, 9 gennaio 1909 – Chadderton, 4 aprile 1974), è stato un calciatore inglese, di ruolo portiere.

## Carriera
Ha collezionato più di 200 presenze con la maglia dell'Aston Villa.